# Benoît Violier
Benoît Violier (pronúncia em francês: [bənwa vjɔlje]), (22 de agosto de 1971 – 31 de janeiro de 2016), foi um chef franco-suíço, dono, desde 2012 até à sua morte, do restaurante de L'Hotel de Ville situado num subúrbio de Lausanne, Suiça, premiado com três estrelas Michelin. Em dezembro, o estabelecimento tinha sido galardoado como o melhor restaurante do mundo pelo guia La Liste, criado pelo governo francês.

## Biografia
Nascido em Saintes, na França foi para Paris em 1991 para estudar com Joël Robuchon, Benoît Guichard entre outros. Violier mudou-se para a Suíça em 1996 para trabalhar com Philippe Rochat. Com a saída de Rochat em 2012, Violier passou a gerir o restaurante. Foi considerado o cozinheiro do ano em 2013 na Suíça, tendo pedido nacionalidade nesse país em 2014. Era especialista em cozinha de caça.
Violier morreu na sua casa em Crissier, Suiça, depois de se ter suicidado com um tiro de pistola, a 31 de janeiro de 2016. O suicídio de Violier causou choque e confusão, isto porque o seu restaurante, o L'Hôtel de Ville, tinha sido coroado pelo governo francês como o melhor restaurante do mundo no mês anterior, fazendo com que os media considerassem Violier como o "melhor chef do mundo." Também criou debates sobre a pressão constante que existe sobre a alta cozinha.

## Galeria de comida

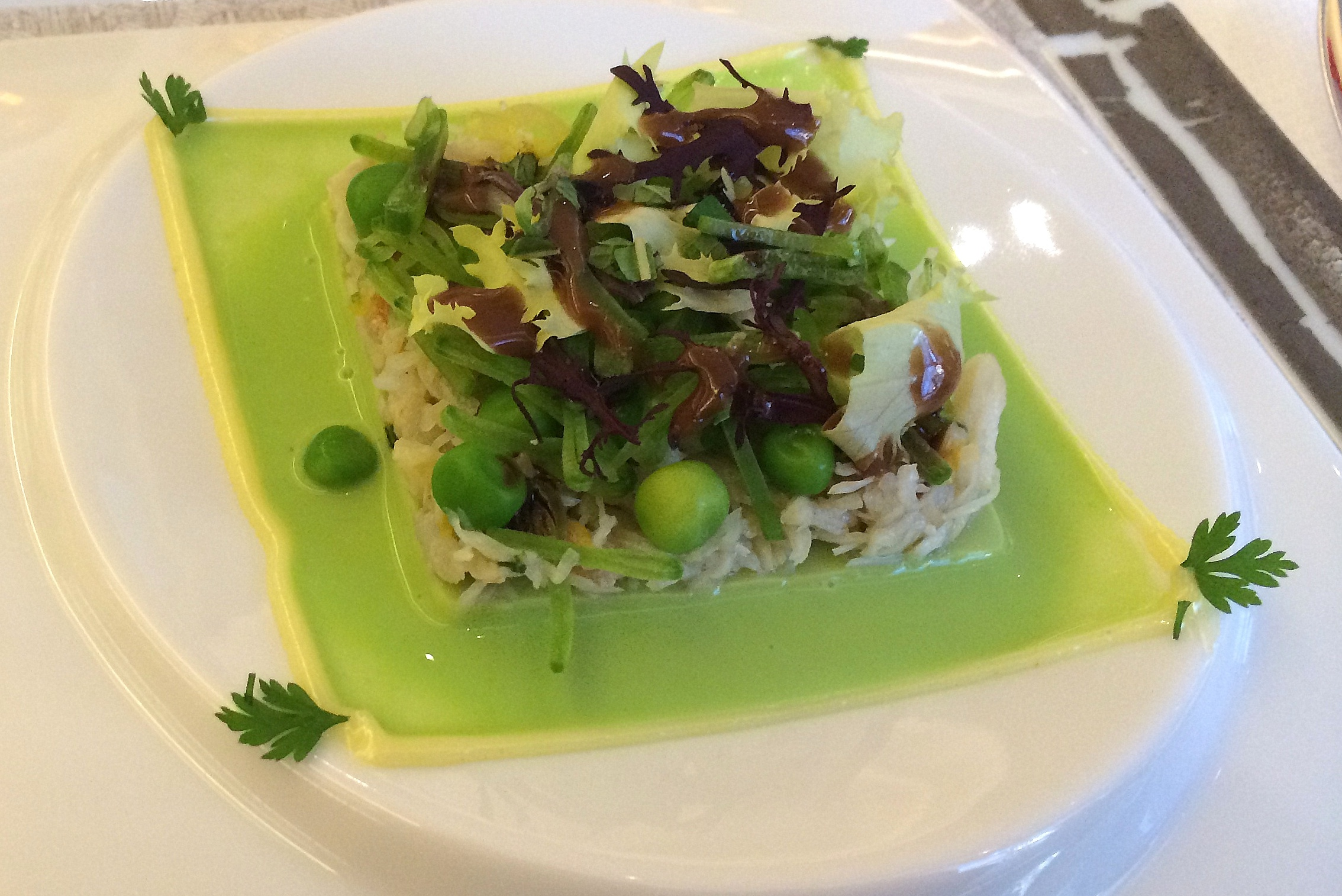
Composition verte.
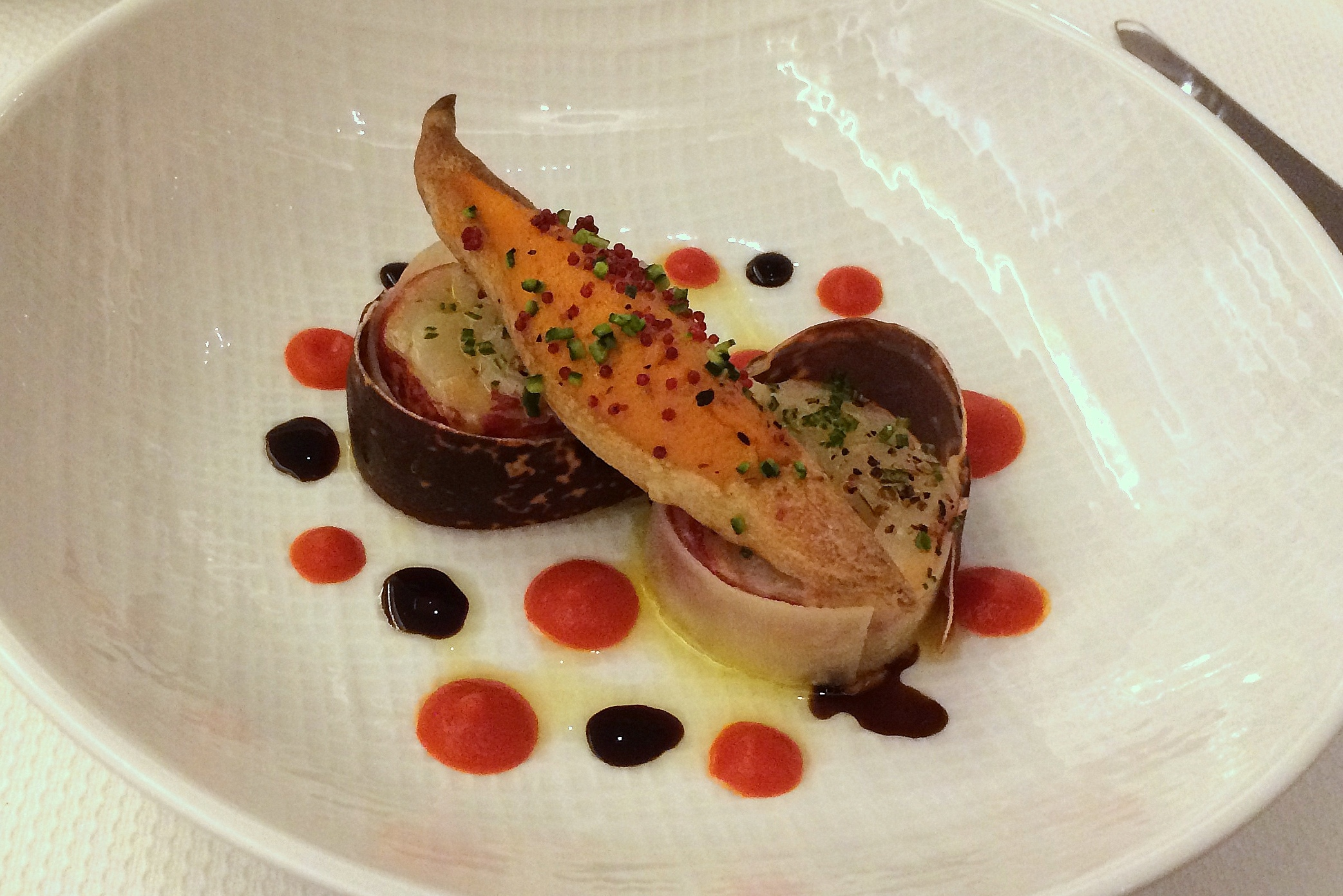
Composition maritime (homard et rouget).
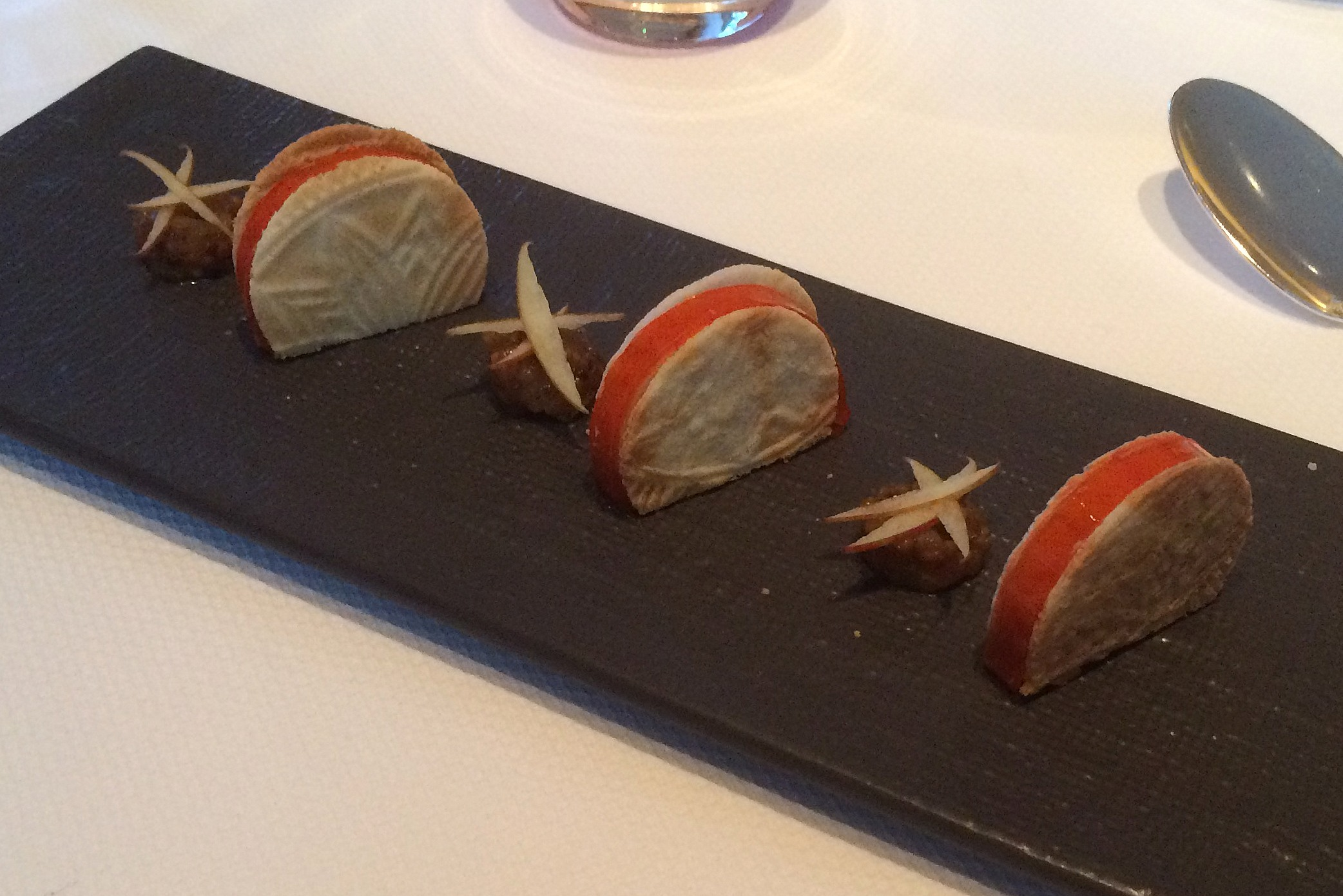
Symphonie papillaire.
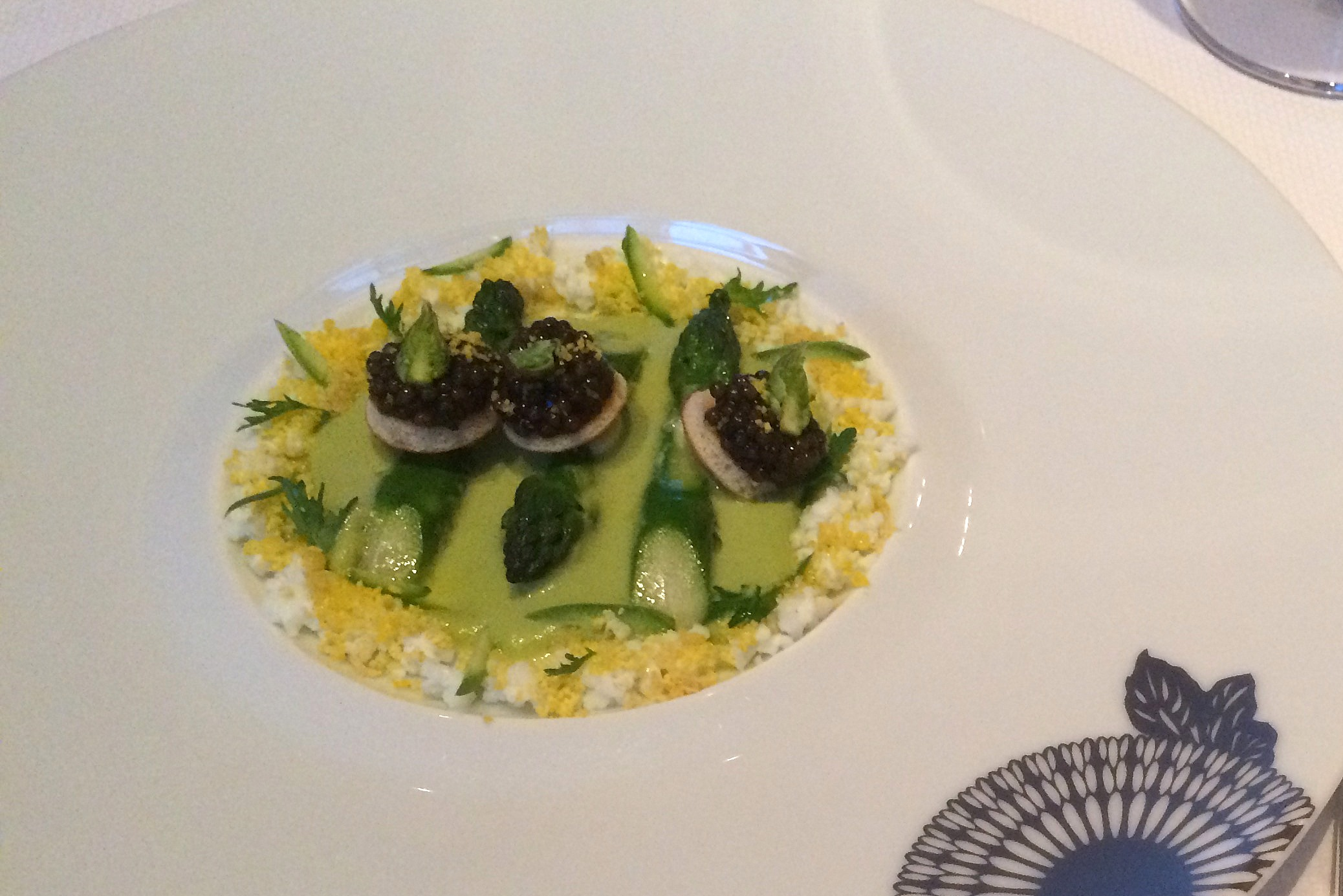
Sonate printanière.
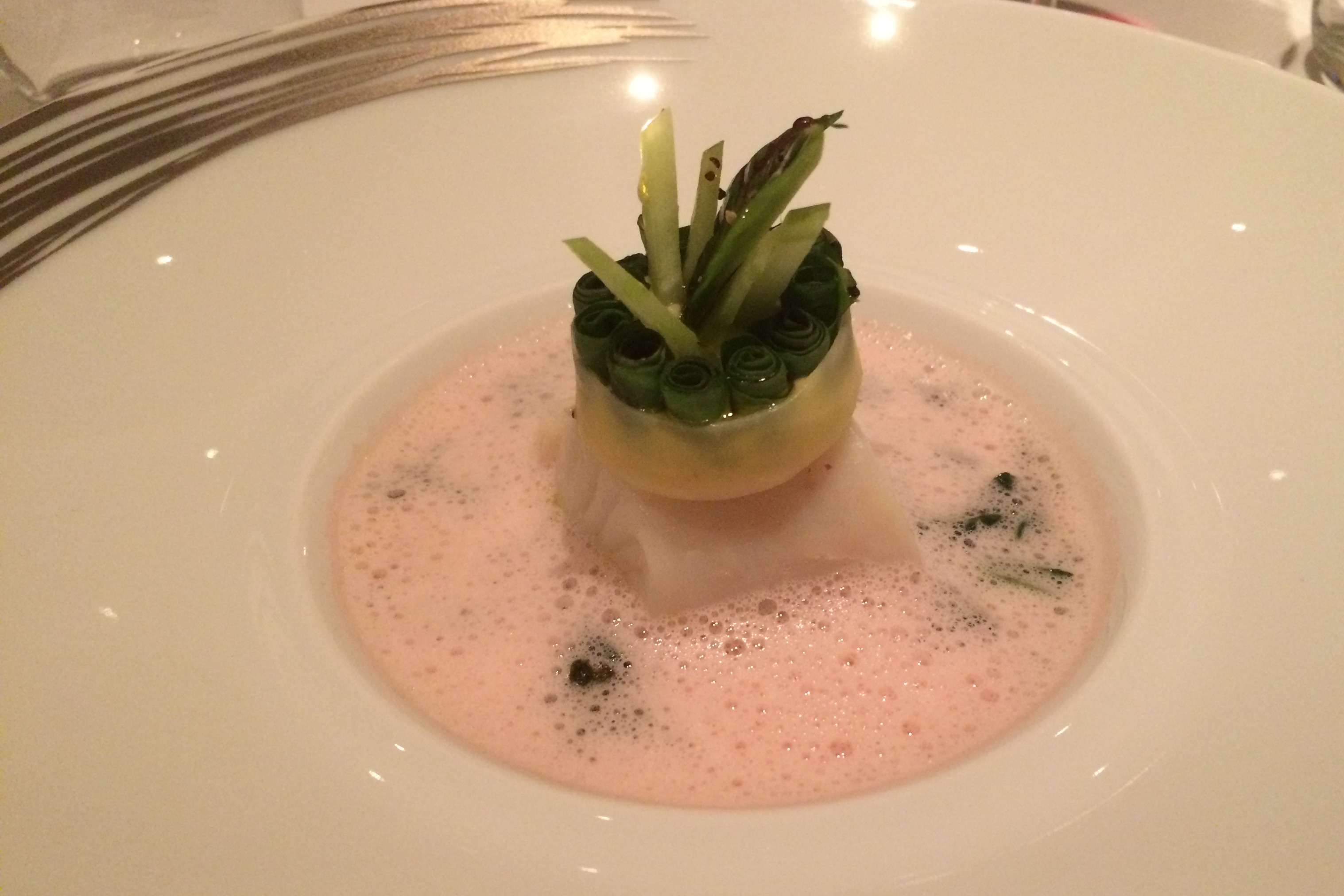
Asperges sauvageonnes sur émulsion.
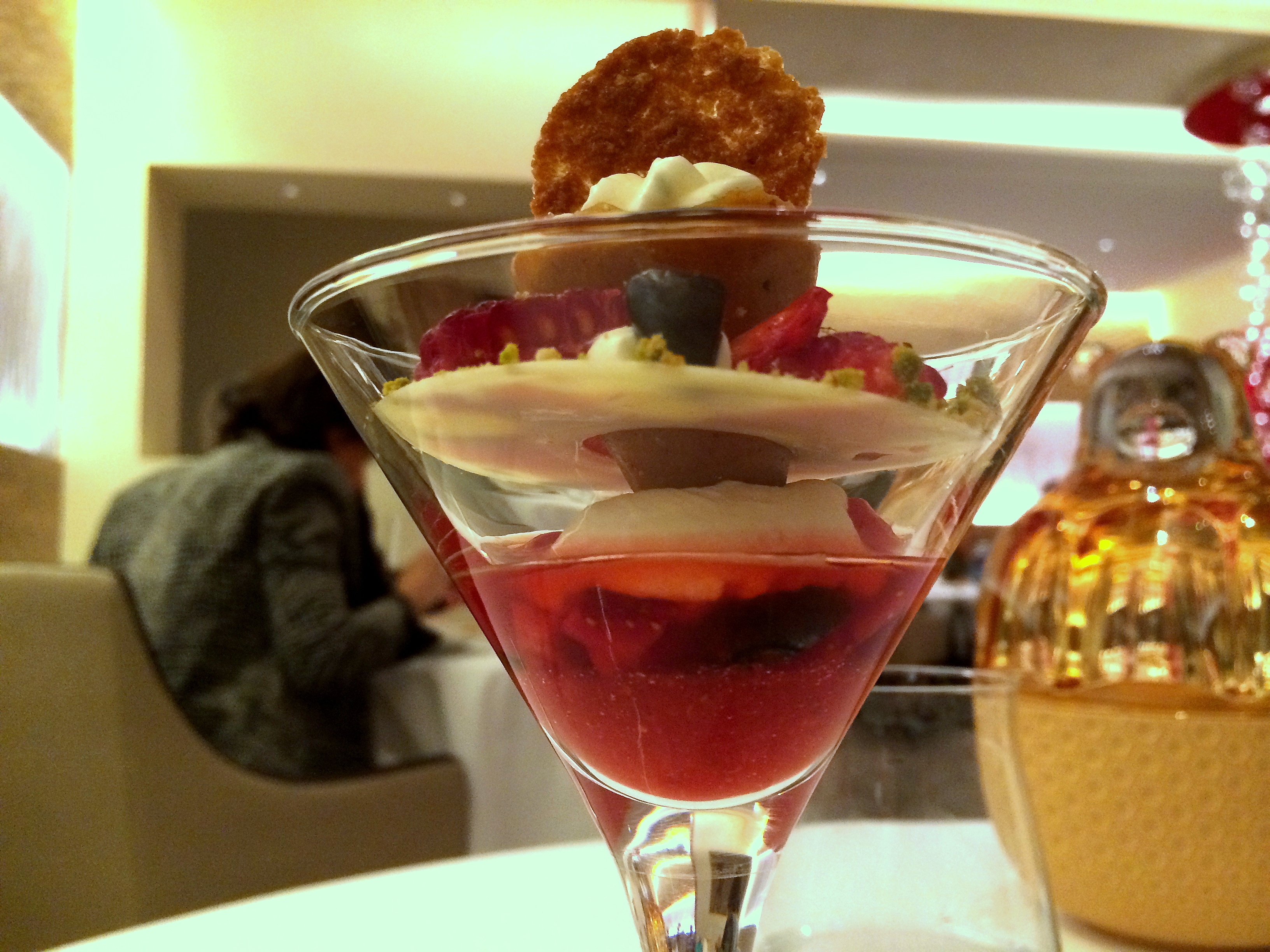
Structure en équilibre.
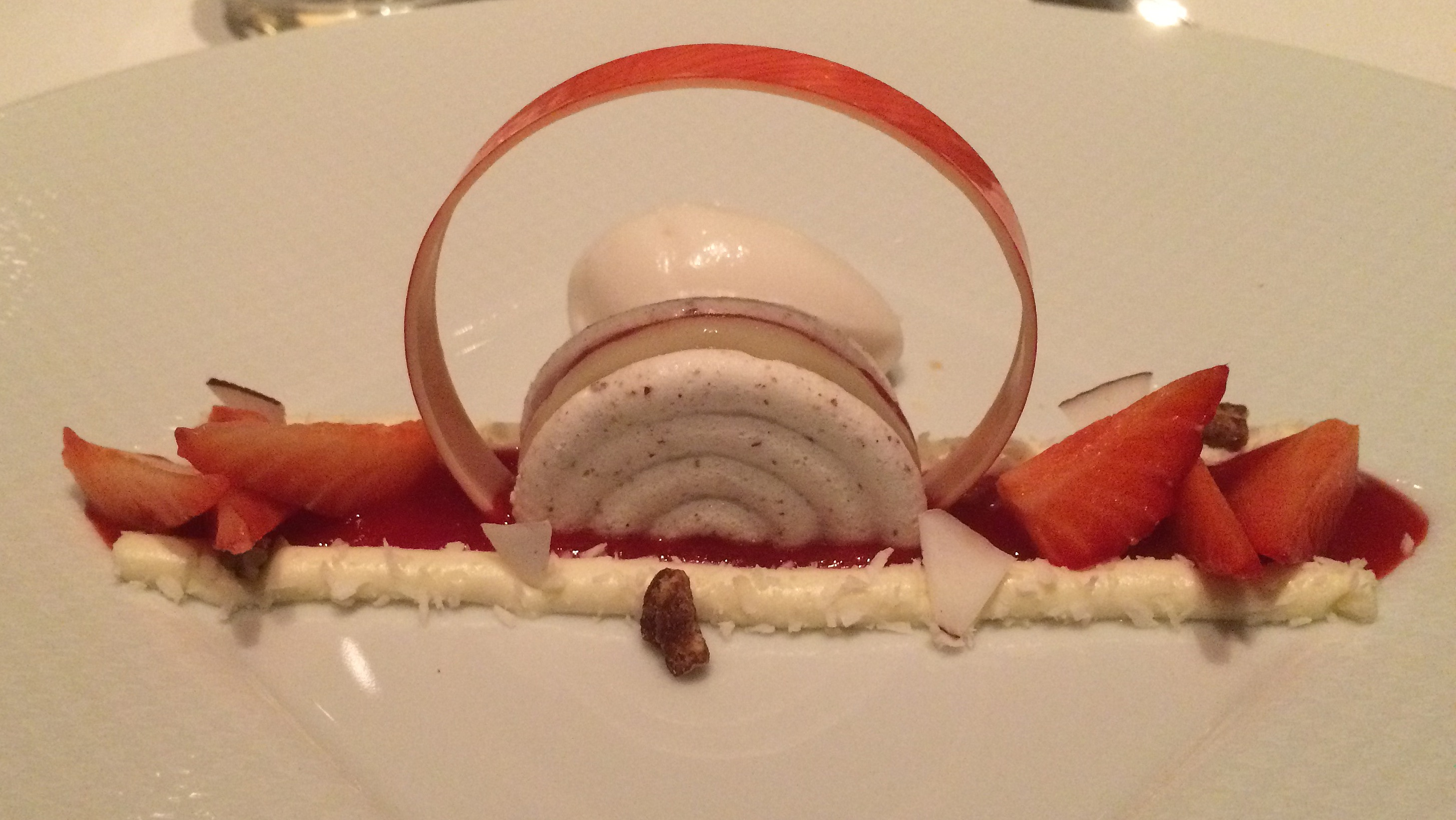
Éclat de joies.
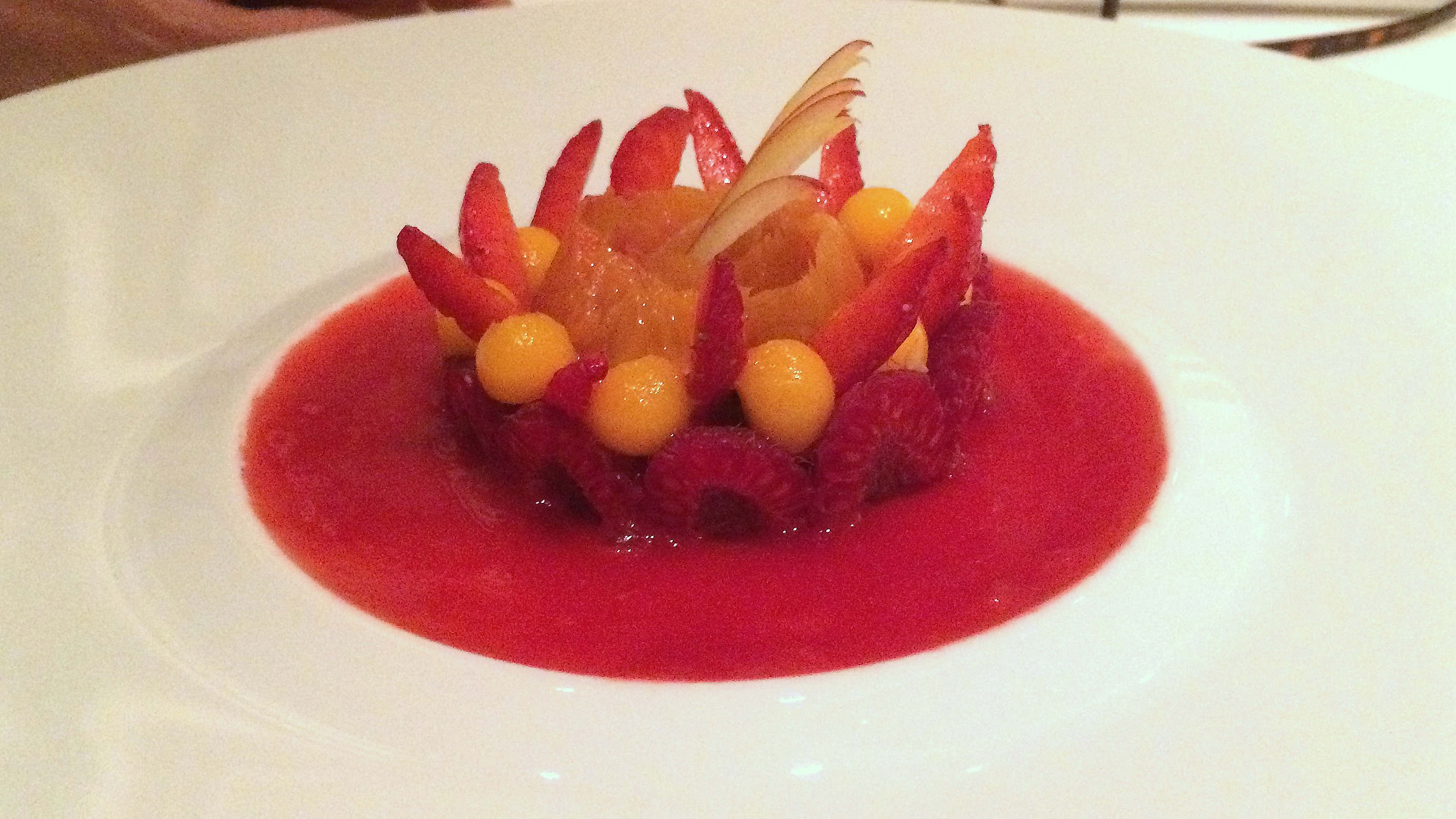
Bouquet d'amour.